# Дискурсивная психология
Дискурсивная психология — направление социального конструкционизма, вид дискурс-анализа. Дискурсивная психология описывает и познаёт психические феномены в процессе социального взаимодействия через язык.

## История
Считается, что понятие возникло во второй половине 1980-х годов, когда в Университете Лоуборо, Великобритания, образовалась группа по изучению дискурса и риторики (Discourse and Rhetoric Group, DARG). Основополагающим был труд Джонатана Поттера и Маргарет Уэзерелл «Дискурс и социальная психология: за пределами установок и поведения» в 1987. Книга оказала значительное влияние на современников: к примеру, Чарльз Антаки отмечает в журнале Times Higher Education Supplement (1987), что «Поттер и Уэзерелл разработали совершенно новое видение социальной психологии, которое поможет вырваться ей из стерильных лабораторий и традиционного ментализма».
Название «дискурсивная психология» было предложено Джонатаном Поттером и Дереком Эдвардсом в конце 1990-х. С тех пор данное направление развивалось за счёт исследований в социальной психологии, философии, лингвистике и социологии.
Дискурсивная психология появилась после так называемого «дискурсивного поворота» в социально-гуманитарных науках. Она во многом противоречит классической науке и неизбежно вызывает споры со смежными течениями психологической наук. В отличие от когнитивной психологии, изучающей информационные процессы в индивидуальных рамках, дискурсивная психология ставит в центре своей парадигмы социальное взаимодействие, видя предмет изучения в социальной плоскости.

## Основные положения
В противовес подходу других течений психологии к дискурсу как отражению мыслей, интенций и мотивов людей, дискурсивная психология полагает, что дискурс не отображает реальность, а косвенно создаёт её с помощью лингвистических средств. Дискурсивная психология опирается не на изучение личности напрямую, а на опосредованные свидетельства тех или иных установок и убеждений, обнаруживаемые в письменной и устной речи. Ром Харре, один из первых теоретиков дискурсивной психологии, отмечает, что обыденный язык — важнейший источник познания человеческой психики, поскольку изучение человека должно происходить с учётом включения личности в культурный и социальный контекст, не ограничиваясь описанием нейронных процессов.
В книге «Дискурс и социальная психология: за пределами установок и поведения» были сформированы основные положения дискурсивной психологии:
1. Принцип конструктивности: дискурс конструируется словами и сам конструирует социальный мир.
2. Принцип интенциональности: дискурс ориентирован на действия и социальные практики.
3. Принцип ситуативности: дискурсивные действия производны от коммуникативных, риторических и институциональных ситуаций.

Таким образом, исходя из указанных принципов полагается что, психологические феномены конструируются, ориентируются и понимаются в процессе социальных контактов. Личность непрерывно создаёт свою идентичность в социуме, именно поэтому её нельзя мыслить отдельно от него. Утверждается, что психические процессы имеют коммуникативную природу, а познание — это набор символических языковых инструментов, что фактически противопоставляет дискурсивную психологию когнитивному подходу к пониманию языка.
Одна из конкретных задач дискурсивной психологии — выделение репертуаров интерпретации. Под репертуаром интерпретации понимается специфический набор понятий, который оценивает и описывает социальные явления, события и действия. Он легко культурно узнаваем, зачастую включает в себя клише и стереотипы, локален и гибок, может формироваться на базе специфических метафор или фигур речи.